# شعيرية الأرز
شعيرية الأرز هي شكل رقيق من الطعام المعكرون. يُشار إليها أحيانًا بـ "معكرونة الأرز" أو "عصي الأرز"، ولكن لا يجب الخلط بينها وبين معكرونة السيلوفان، وهو نوع مختلف من الشعيرية الآسيوية المصنوعة من نشا فول مورنغ أو نشا الأرز بدلاً من حبوب الأرز نفسها.

## التقديم والأنواع
تعد شعيرية الأرز جزءًا من العديد من المطابخ الآسيوية، حيث يتم تناولها غالبًا كجزء من طبق حساء أو قلي أو سلطان. أحد الأنواع المعروفة بشكل خاص والأكثر سمكًا قليلاً، يُسمى غويلين مي فين (桂林米粉)، ويأتي من مدينة غويلين الصينية الجنوبية، حيث يُعتبر من الأساسيات في وجبة الإفطار.

## الأسماء
تُعرف شعيرية الأرز في آسيا على نطاق واسع بتسميات مرتبطة بلغة هوكن 米粉 (بي هون، تترجم حرفيا. شعيرية الأرز). وتشمل هذه التسميات بيفون (اليابان)، بي هون أو مي فن (تايوان)، بيجون أو بيهُون (الفلبين)، بي هون (سنغافورة)، بيهُن أو مي هون (ماليزيا وإندونيسيا)، ومي هون (جنوب تايلاند). تشمل الأسماء الأخرى نوم بان شوق (كمبوديا)، سان كيا زان (ميانمار)، وبُن (فيتنام).

### التسمية في تايوان
ابتداءً من 1 يوليو 2014، أصبحت القواعد التي وضعتها إدارة الغذاء والدواء في تايوان سارية المفعول، حيث يُسمح فقط للمنتجات المصنوعة من 100% أرز بأن تحمل وتُباع تحت اسم "米粉" (بي هون، مي فن) في تايوان، والتي تُترجم عادة إلى "شعيرية الأرز" أو "نودلز الأرز". إذا كان المنتج يحتوي على نشا أو أنواع أخرى من مسحوق الحبوب كمواد خام ولكن يحتوي على 50% على الأقل من الأرز، يجب أن يُسمى "調和米粉"، مما يعني "شعيرية الأرز المختلطة". لا يمكن تسمية المنتجات المصنوعة من أقل من 50% أرز بـ"شعيرية الأرز".

### التسمية في الفلبين
في الفلبين، يُشار إلى "بيهُون" عادةً باسم "نودلز الأرز"، ولكن معظم النسخ المتاحة في المتاجر مصنوعة من نشا البطاطا بدلاً من الأرز. هذا يجعل النودلز أكثر شفافية ومرونة عند الطهي، مما يميزها عن نودلز الأرز التقليدية. يعود هذا التبديل إلى الفعالية من حيث التكلفة وتفضيلات القوام في السوق المحلي.

## الأطباق الشهيرة

### شرق آسيا

#### الصين البر الرئيسي

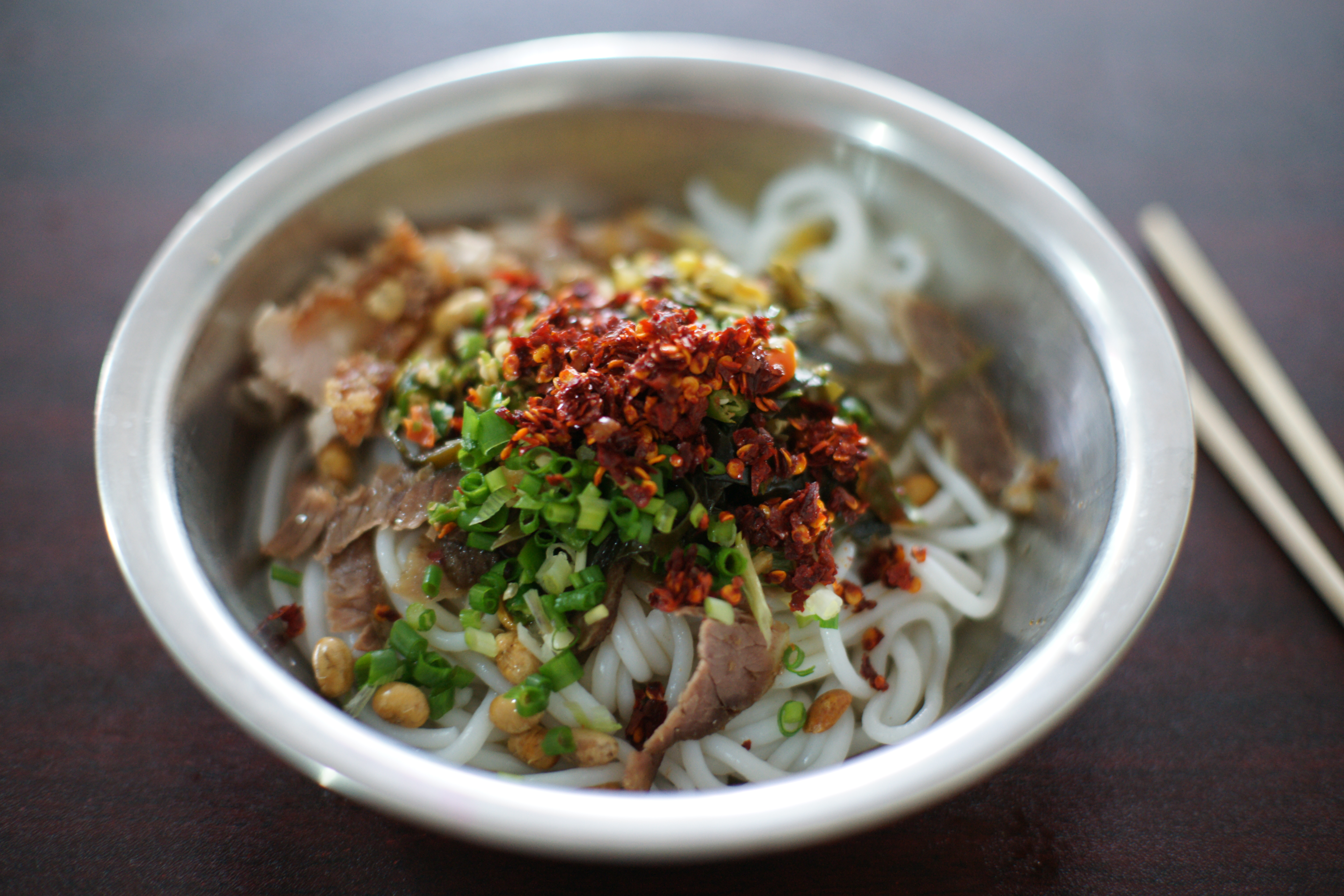
نودلز الأرز من غويلين

- مطبخ يونان ومطبخ قوانغشي—أطباق مشهورة تشمل نودلز عبور الجسر، ميكسيان، نودلز غويلين، ولواوسيفين (نودلز الحلزون). تعتبر نودلز الأرز أيضًا عنصراً أساسياً في مطبخ شعوب داي ومياو وتشانغ.
- نودلز كانتونية—تستخدم العديد من الأطباق الكانتونية هذا المكون (يسمى 米粉 مايفون أو "أرز" بالكانتونية). عادةً، يتم غلي النودلز في مرق مع مكونات أخرى، مثل كرات السمك وكرات اللحم البقري أو شرائح السمك.
- مطبخ فوجيان ومطبخ تشو تشو، نودلز الأرز هي نودلز شائعة وتُقدّم إما في الحساء، أو مقليّة مع صلصة، أو حتى "جافة" (بدون حساء) مع مكونات وتوابل مضافة.

نظرًا لأن مصطلح 米粉 (مي فن) يعني حرفيًا "نودلز الأرز" في الصينية، يوجد تنوع كبير بين نودلز الأرز التي يُطلق عليها هذا الاسم. في هوبي و تاريخيًا في معظم هونان، تشير كلمة مي فن إلى نودلز الأرز السميكة والمسطحة المصنوعة باستخدام خليط رطب، مماثلة لشاهاي فن. في تشانغده، يشير المصطلح إلى نودلز سميكة ومستديرة قد حلت محل الـ مي فن الأخرى في هونان. هذه هي الـ مي فن في الصين، لكنها ليست نودلز الأرز الفعلية.

#### هونغ كونغ

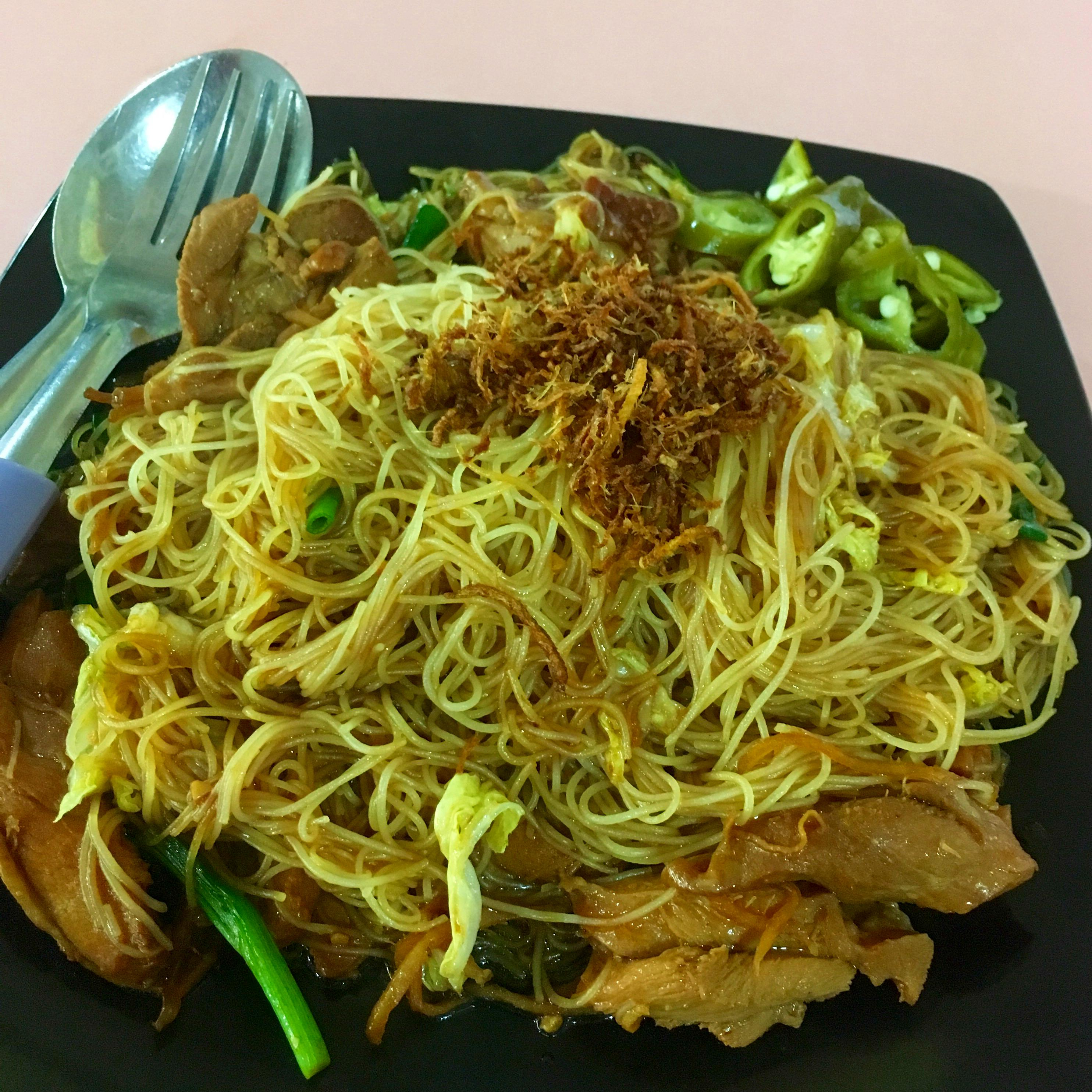
نودلز الأرز المقلي على طريقة سنغافورة

- نودلز على طريقة سنغافورة (星州炒米, Xīng zhōu cháo mǐ)—طبق من نودلز الأرز المقلي شائع في مطاعم أسلوب كانتون في هونغ كونغ،[5] مستوحى من المأكولات الحارة لجنوب شرق آسيا.[6] يُصنع هذا الطبق من نودلز الأرز، وشار سييو، البيض، الجمبري وكاري.

#### تايوان
- نودلز الأرز المقلي على الطريقة التايوانية هي النمط المحلي الجاف والمقلي (معروف بشكل خاص في منطقة هسينتشو). تشمل مكوناته الرئيسية شرائح لحم الخنزير، وروبيان مجفف، والجزر.
- تخصص هسينتشو في تايوان هو تقديم نودلز الأرز "جافًا" (乾 غان، وليس في حساء) مع الفطر ولحم الخنزير المفروم.

### جنوب آسيا

#### شبه القارة الهندية
- سيفاي هو طبق جنوب هندي يتم تحضيره في المنازل خلال المناسبات الاحتفالية. يتم تحضيره بنكهات مختلفة مثل الليمون، التمر الهندي، وحليب جوز الهند.[7]
- शेवया (بالماراثي) أو شيفايا تُقدم للعريس والعروس في اليوم الذي يسبق زفافهم والذي يسمى هالد (हळद) في بعض مناطق ولاية ماهاراشترا.
- باياسم هو طبق حلو جنوبي هندي مصنوع من الشعيرية، سابو، السكر، التوابل، المكسرات والحليب.
- إيديويابام هو طبق إفطار أساسي في جنوب الهند. وهو تقليدي في تامل نادو، كيرالا وبعض الولايات الجنوبية الأخرى في الهند، وكذلك في سريلانكا حيث يعرف بـ هوبير سترينغ.

### جنوب شرق آسيا

#### كمبوديا

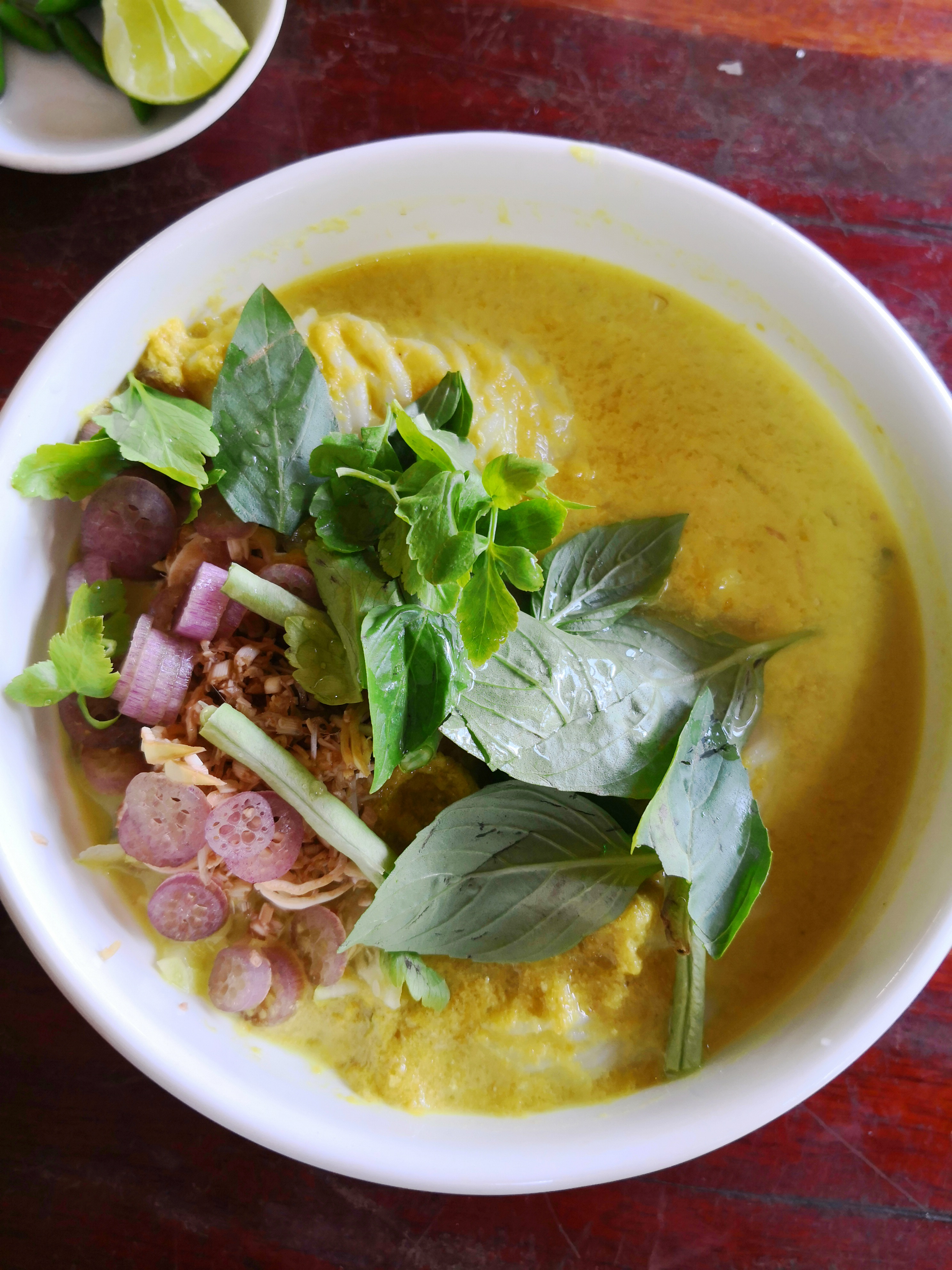
نوم بان تشوك

- تشا مي سور هو طبق نودلز زجاجية مقلي شائع في كمبوديا. يُحضر هذا الطبق عادة في بشم بن. يُؤخذ إلى المعبد ويُقدم للأجداد مع أطباق كمبودية أخرى. يُباع هذا الطبق في شوارع كمبوديا ويمكن تناوله في أي وقت خلال العام، ويُستمتع به عادة في الحفلات. يتم تحضير تشا مي سور باستخدام نودلز الشعيرية ولحم الخنزير المفروم ويُقلى مع صلصات آسيوية مختلفة. يمكن استخدام البصل الأخضر كزينة في النهاية.[8]

- نيروم هو سلطة نودلز كمبودية باردة، حيث تعد الكرنب والشعيرية المكونين الرئيسيين في الطبق، وغالبًا ما يُقدم باردًا مع الدجاج أو لحم الخنزير أو الجمبري. يتم إضافة مجموعة متنوعة من الخضروات والنعناع وتُخلط مع صلصة السمك المحلاة المنزلية، وتُزين بالفول السوداني المطحون. يمكن تقديم هذا الطبق وتناوله في أي وقت من السنة، ويمكن أيضًا تحضيره نباتيًا.[9][10][11]

- نوم بان تشوك هو أحد أشهر الأطباق الكمبودية، ويُقدّم عادة في التجمعات العائلية أو الحفلات. يُقدّم طبق نوم بان تشوك التقليدي مع ساملور بروهير، وهو حساء أخضر اللون مصنوع من السمك وكرونغ. يمكن إضافة الخضروات الطازجة مثل الخيار المفروم أو براعم الفاصوليا حسب الرغبة. تُوجد أكشاك نوم بان تشوك عادة في الأسواق الطازجة أو من خلال بائعي الشوارع.[12][13]

#### إندونيسيا

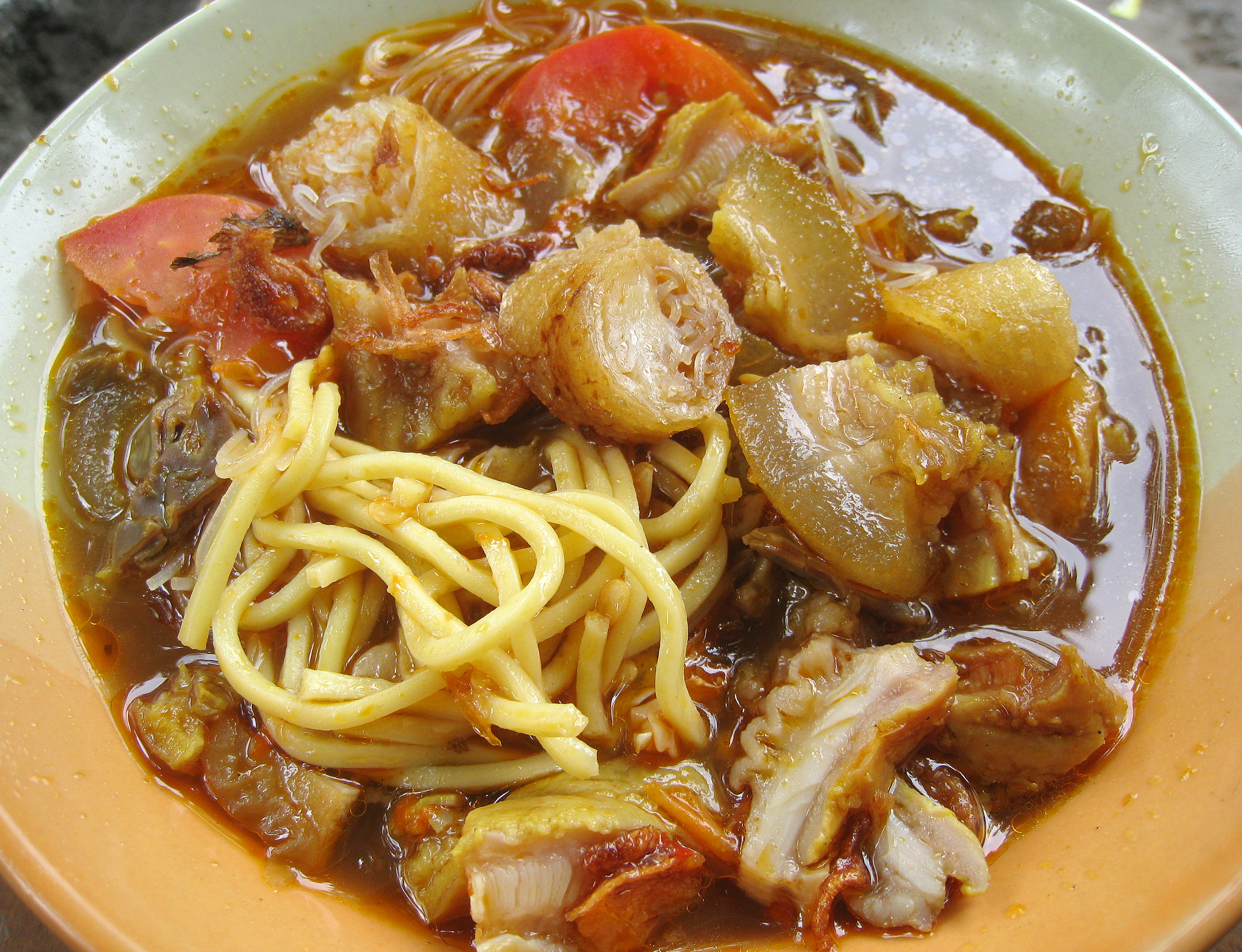
نودلز سوتو ميه بوجور مع الشعيرية، الكرنب، الطماطم، (غضاريف وأوتار أقدام الأبقار) والأمعاء، رول الربيع ريزوليس، يُقدم في مرق الحساء مع صوص الصويا الحلو، يرش بالبصل المقلي وسامبال الفلفل الحار

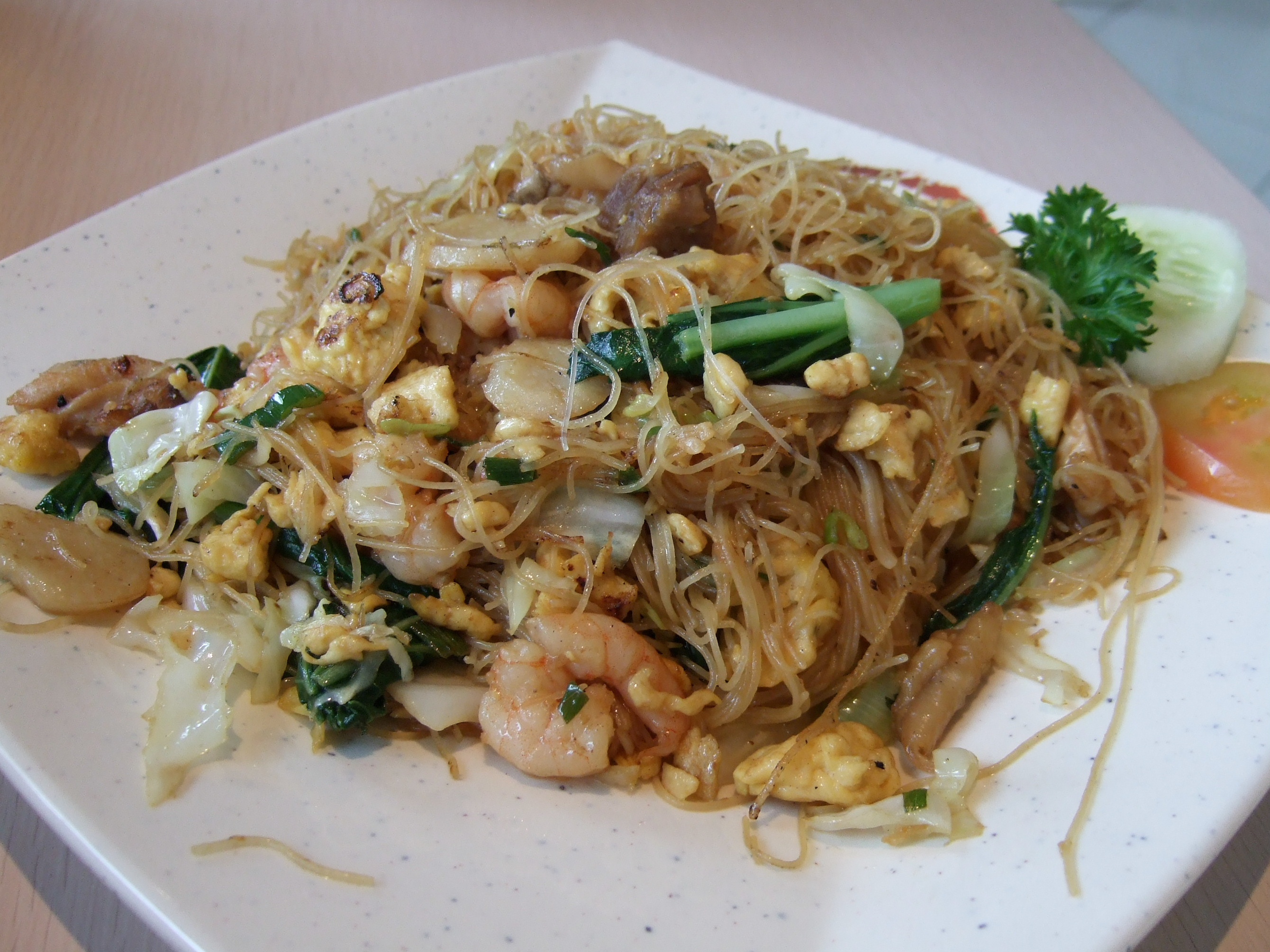
بيهُون غورينغ

- بيهُون غورينغ، في المطبخ الصيني الإندونيسي، هو شعيرية الأرز المقليّة مع صوص الصويا الحلو
- بيهُون كاري، شعيرية الأرز مع الكاري
- بيهُون روبس أو بيهُون كواه، أيضًا في المطبخ الصيني الإندونيسي، هو حساء الشعيرية
- لومبيا وريزوليس، أنواع مختلفة من رولات الربيع (غورينغان، المقرمشات) مع شعيرية الأرز وحشوة الخضار
- بيهُون باكْسُو، كرات اللحم تُقدّم مع حساء الشعيرية
- سوتو (الحساء التقليدي الإندونيسي)، تتضمن العديد من أنواعه شعيرية الأرز، مثل سوتو آيام
- سوب أويونغ (اللوفا)، حساء الخضار مع شعيرية الأرز
- تيكوان، حساء كرات السمك من نوع سوريي الذي يتعلق ببمبيك من جنوب سومطرة، يشمل أيضًا شعيرية الأرز، الفطر، جذور اللفت وزهرة سداد مالام

#### ماليزيا

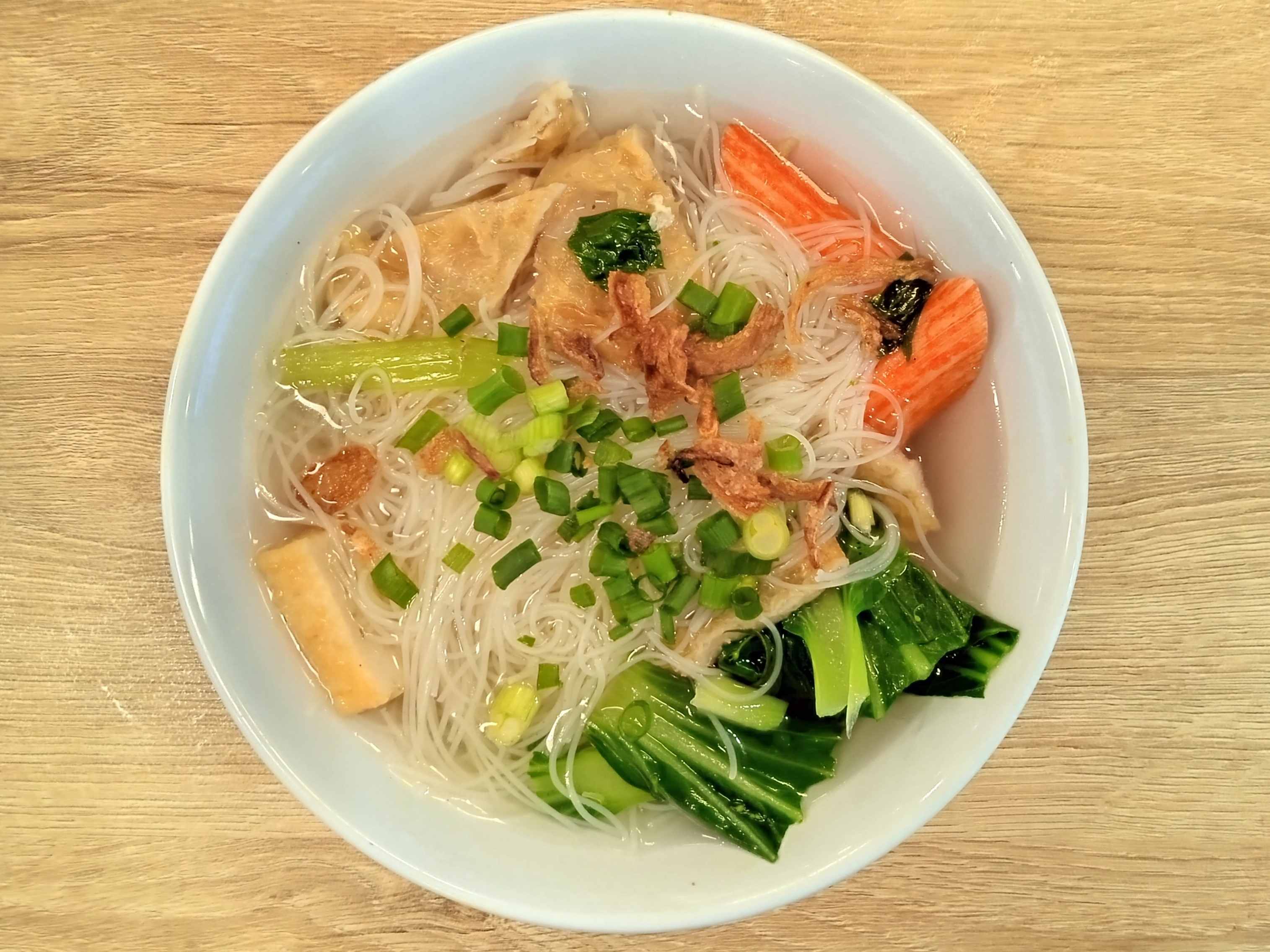
بيهُون سوب

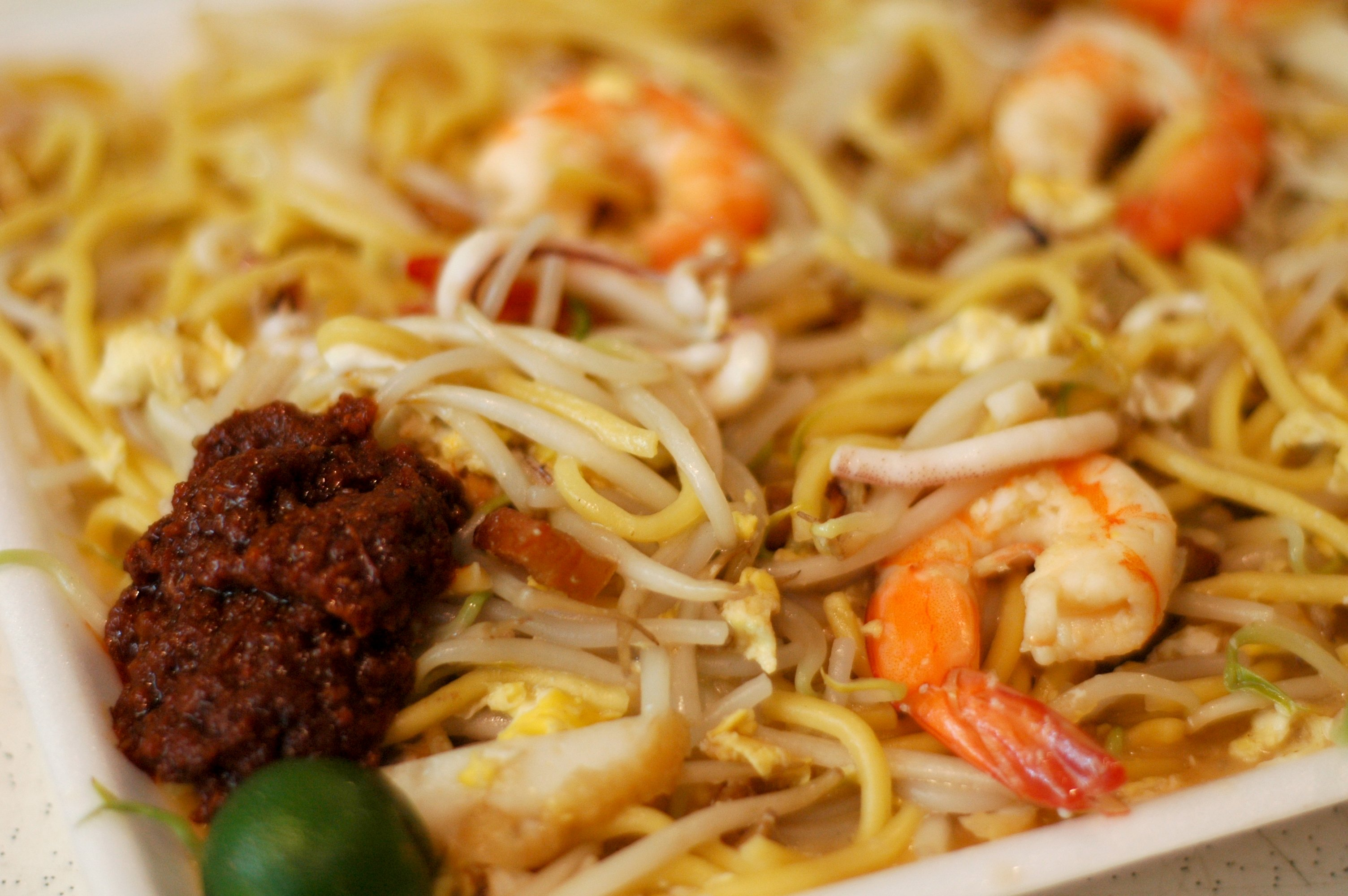
هوكيين ميه على الطريقة السنغافورية

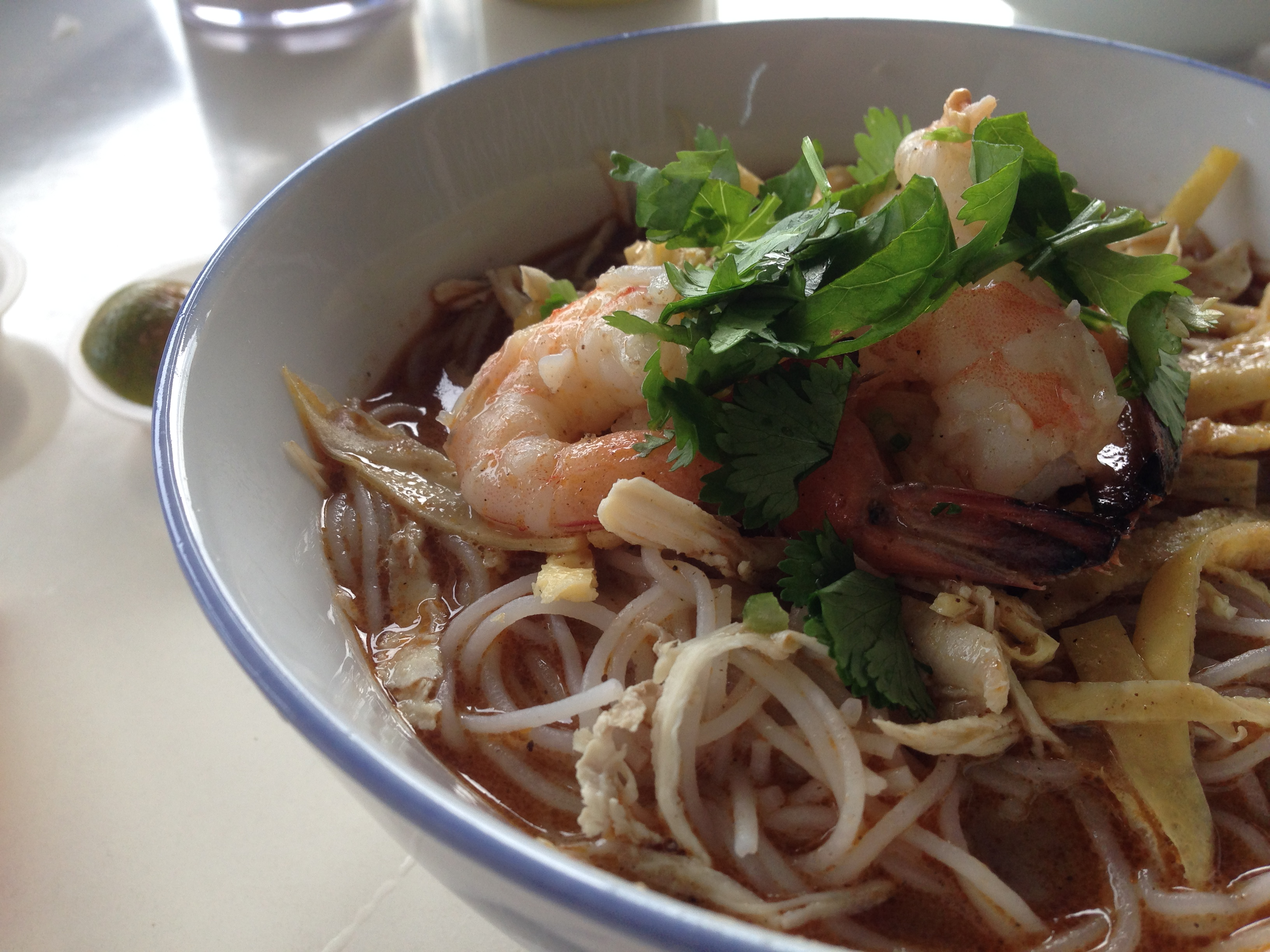
لاكسا سراواك هو الطبق الرسمي لمطبخ ساراوَاك

في ماليزيا، يمكن العثور على شعيرية الأرز تحت أسماء مثل ميهون، مي هون، مي هون، بيهُون، أو بي هون.
هناك العديد من أنواع حساء بيهُون، من نودلز لحم الخنزير، و لحم الدجاج، و كرات السمك، وغيرها من البدائل التي تناسب تفضيلات الأشخاص.
- أك ثوي بيهون رينغ هو حساء بالأعشاب مع نودلز البط
- بيهُون كاري مختلط بالكاري، ويضاف إليه مُنفه فول مملح، توفو مقلي وفلفل حار سامبال
- بيهُون سوتو في مرق دجاج حار أصفر، يُقدم مع الدجاج وقطعت البطاطس
- بيهُون سوب هو طبق على الطريقة الماليزية، مزيج من مرق اللحم البقري المُتبل أو مرق الدجاج؛ وأحيانًا يأتي مع سامبال كيبش (فلفل عين الطائر المهروس مع صوص الصويا الداكن) كإضافة
- بيهُون توم يام مزيج مع توم يام
- تشار بيهون هو النسخة الصينية من نودلز مقلية
- هوكيين ميه في جميع أنحاء ماليزيا يختلف بشكل كبير بسبب الفروق الإقليمية
- لاكسا سراواك مزيج مع قاعدة من سامبال بيلاتشان، التمر الهندي الحامض، الثوم، جالانغال، عصا الليمون، وحليب جوز الهند، ويعلوها شرائح الأومليت، شرائح الدجاج، الروبيان، الكزبرة الطازجة وبالاختياري الليمون؛ المكونات مثل فول مملح، التوفو المقلي (مقطّع) أو المأكولات البحرية ليست تقليدية ولكن قد تُضاف أحيانًا
- مي سيام هو طبق مقلي جاف بأسلوب ماليزي

#### ميانمار

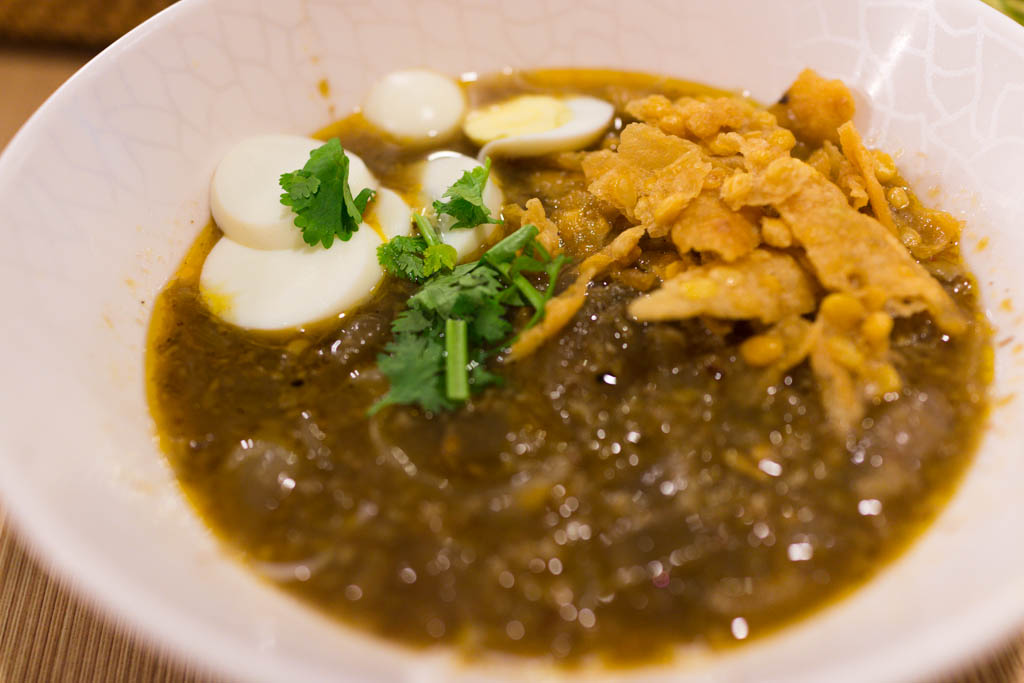
موهينغا مع الفطائر

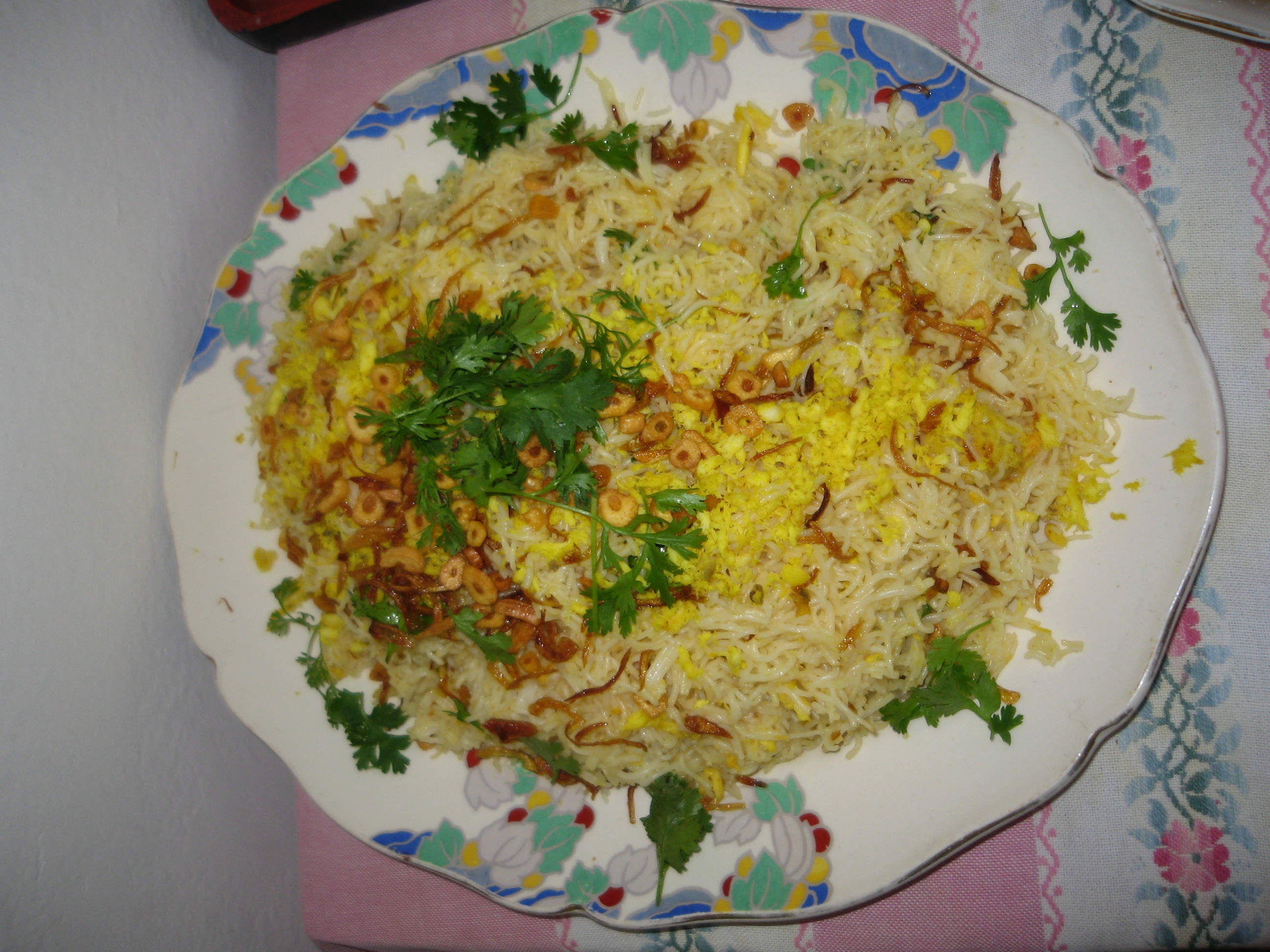
حساء السمك مونت دي من راخين مع الزينة

- موهينغا—شعيرية الأرز تُقدّم مع صلصة الكاري والسمك، وهي جزء أساسي من المطبخ البورمي، ويعتبرها الكثيرون الطبق الوطني لميانمار
- مونت دي—حساء السمك؛ هناك العديد من الأطباق، ويُعتبر النسخة الراخينية من منطقة أراكاني الغربية في ميانمار هي الأكثر شهرة
- كيار سان كياو—شعيرية الأرز المقلية مع الخضروات؛ يمكن إضافة الدجاج أو لحم الخنزير أو المأكولات البحرية

#### الفلبين

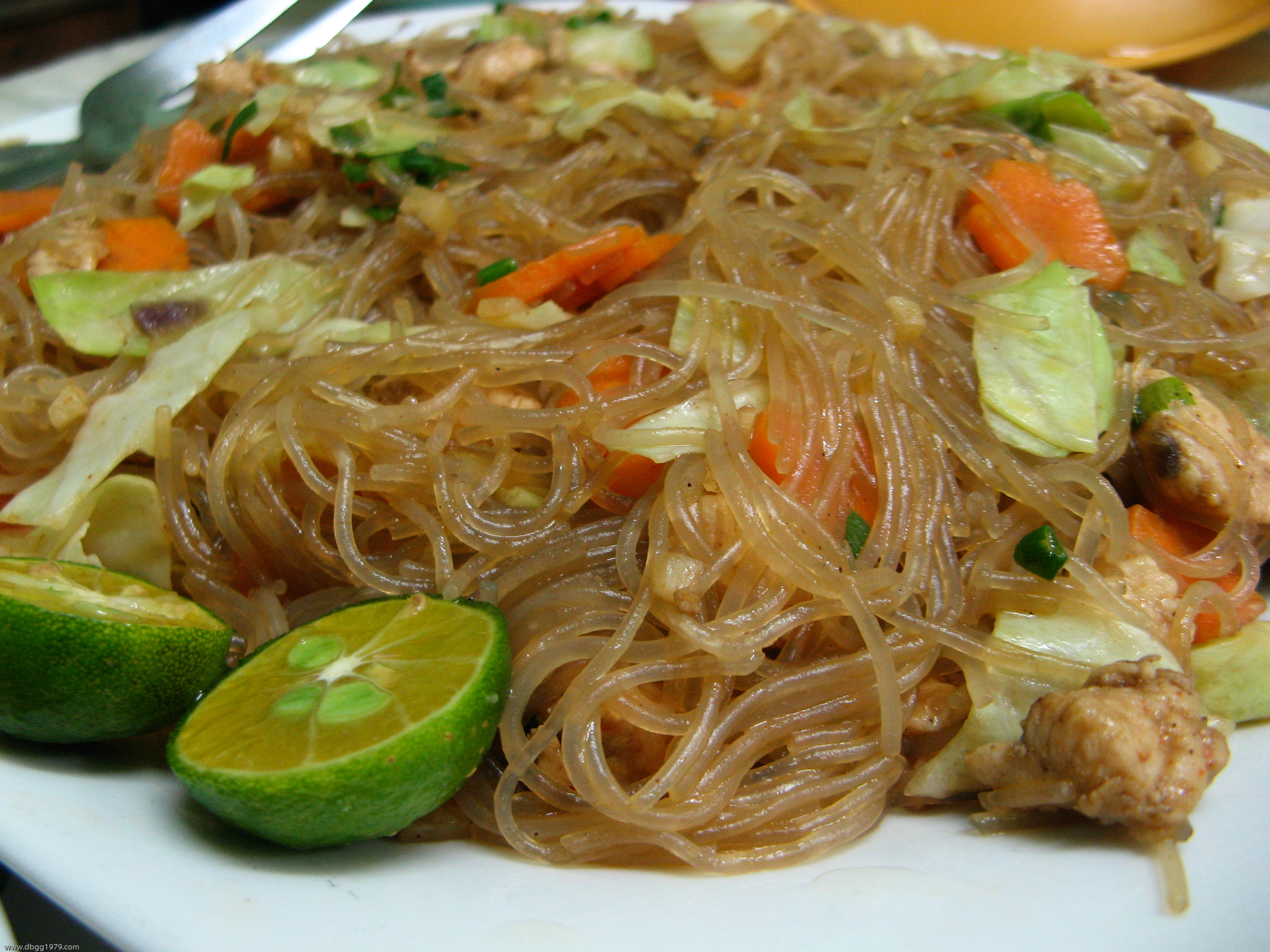
بانسيت بيهون الفلبيني مع كالامانسي

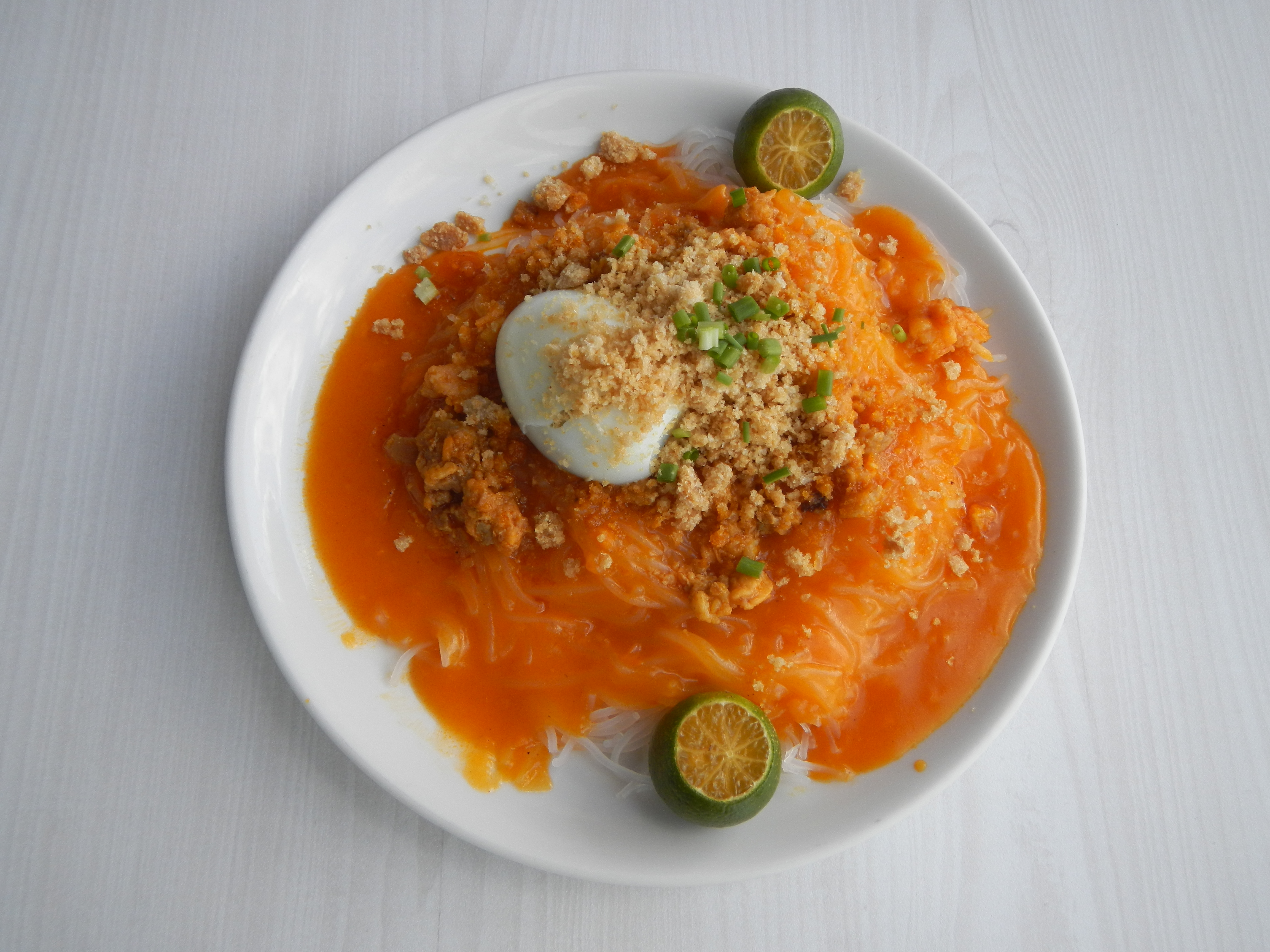
بانسيت بالابوك الفلبيني

- بانسيت بيهون (أو بانسيت بيهون غيسادو) هو مصطلح عام لأطباق شعيرية الأرز مع مزيج من الروبيان المقلي، اللحم (عادة لحم الخنزير أو الدجاج) والخضروات المختلفة المطهية في صلصة على طريقة الأدو بو مع الثوم والفلفل الأسود وصلصة الصويا وباتيس (صلصة السمك) والتوابل الأخرى حسب الذوق. عادة ما يتم تزيينه بالبيض المسلوق ويُقدّم مع كالامانسي كتوابل.[14] كما يُعد أيضًا حشوة شائعة للـإمبانادا لدى شعب التاوسوغ والمعروفة باسم باستيل.[15]
- بانسيت تشوكا (أو بانسيت تشوكا إن سو تينتا) هو طبق شعيرية بحرية سوداء مصنوع من حبر الحبار وشعيرية الأرز من كافيت.[16]
- بانسيت بالابوك هو طبق شعيرية الأرز مع صلصة الروبيان، ويُزين بالروبيان، لحم الخنزير، تشيتشارون المطحون، رقائق تينابا (السمك المدخن)، البيض المسلوق، البصل الأخضر، والثوم المحمص. يُقدّم مع كالامانسي.[17]
- بانسيت ميكي آت بيهون غيسادو هو مزيج من بانسيت بيهون وبانسيت ميكي (شعيرية البيض).[18]
- بانسيت كانتون آت بيهون غيسادو هو مزيج من بانسيت بيهون وبانسيت كانتون (شعيرية القمح).[19]

#### سنغافورة
- كيرابو بي هوون هو طبق شعيرية الأرز على طريقة نيونيا، يتم مزجه مع الأعشاب والتوابل الأخرى.
- هوكين مي، شائع في سنغافورة، يتكون من شعيرية الأرز الممزوجة بشعيرية صفراء وتقلى مع الروبيان، والحبار المقطع وقطع لحم الخنزير. يختلف هوكين مي في ماليزيا بشكل كبير بسبب الاختلافات الإقليمية.
- ساتي بي هوون هو طبق شعيرية الأرز مع صلصة الفول السوداني الحارة (ساتي)، وهو شائع في سنغافورة.
- شعيرية الأرز البحرية هي شعيرية الأرز المطهية مع الصلصة وتُقدّم في مرق بحرية لذيذ ويُضاف إليها المأكولات البحرية مثل جراد البحر، الكركند، المحار، الأسقلوب والروبيان.

#### فيتنام

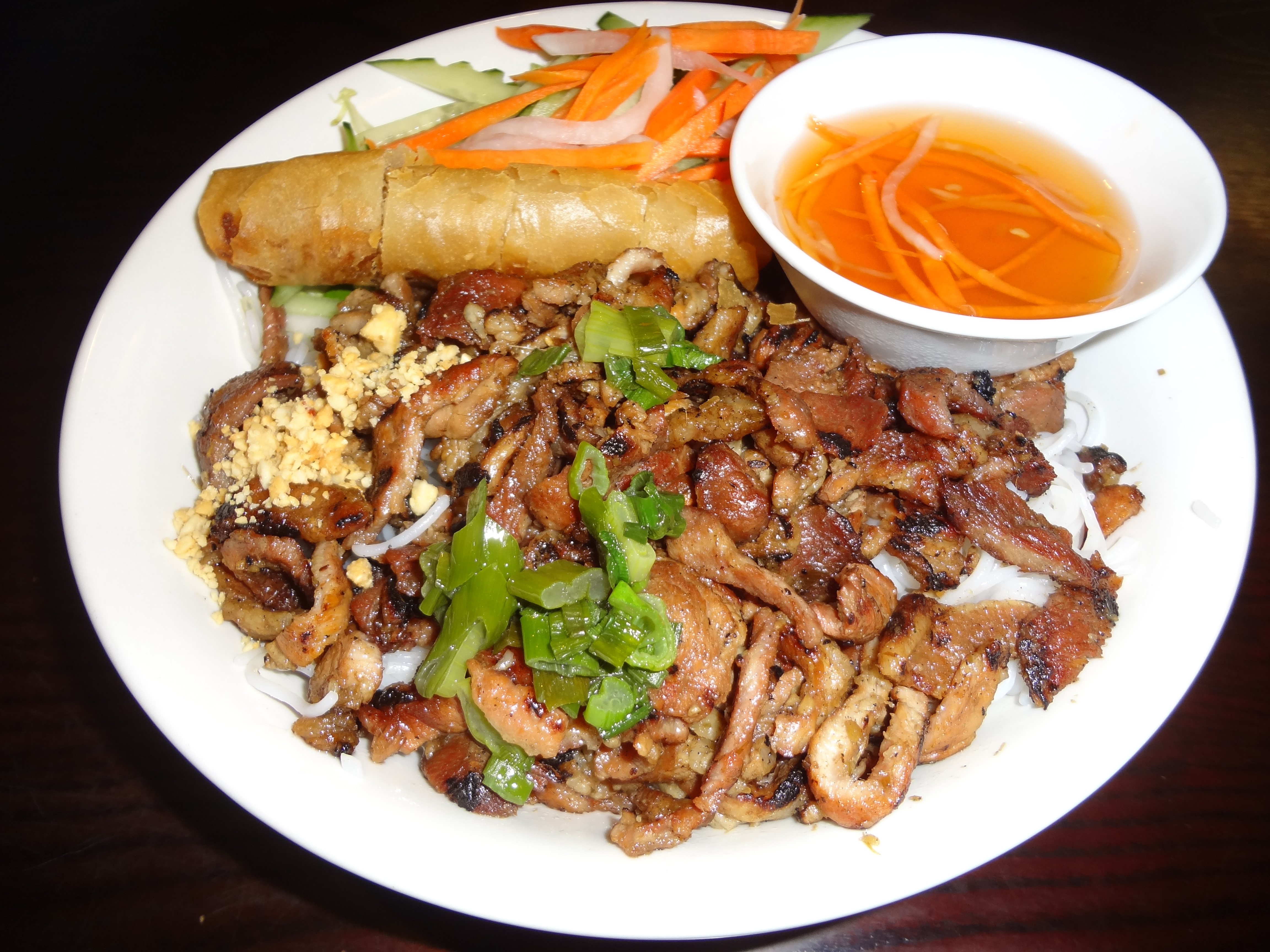
بون ثيت نونغ مع تشا جيو

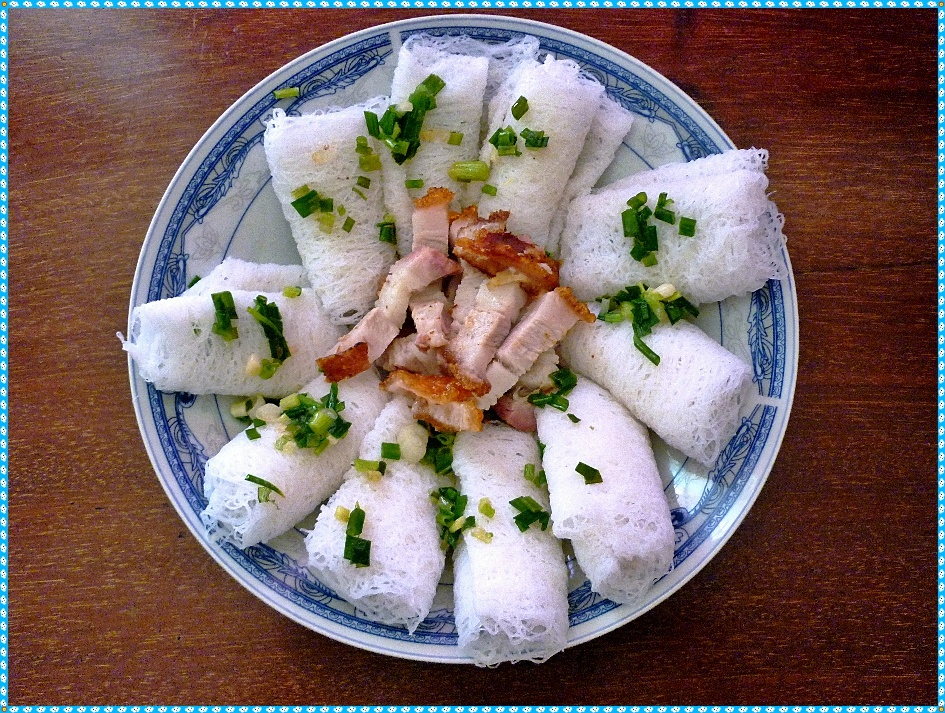
طبق من بانه هوي في هو تشي منه

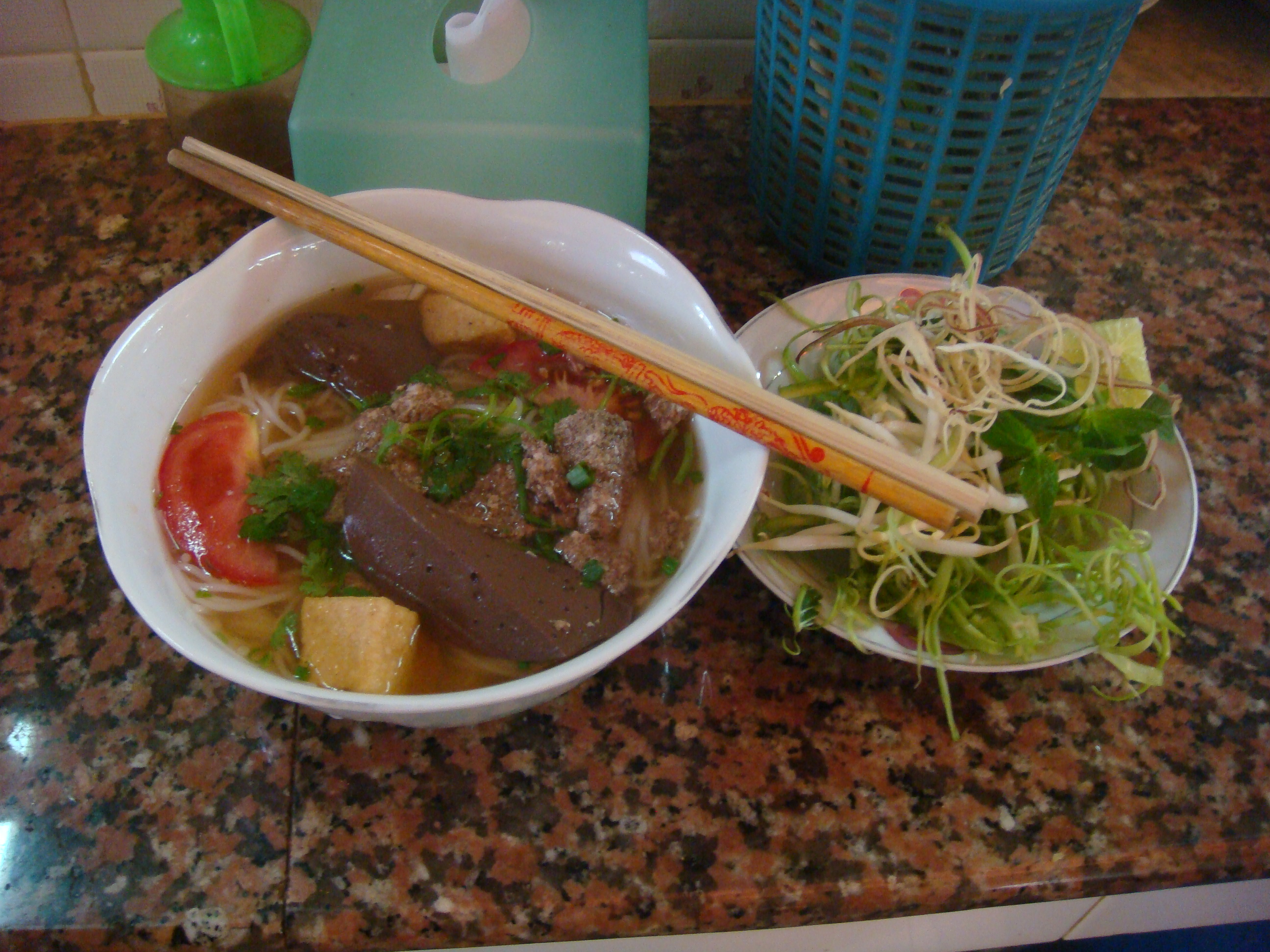
وعاء من بون ريو مع طبق من الخضروات

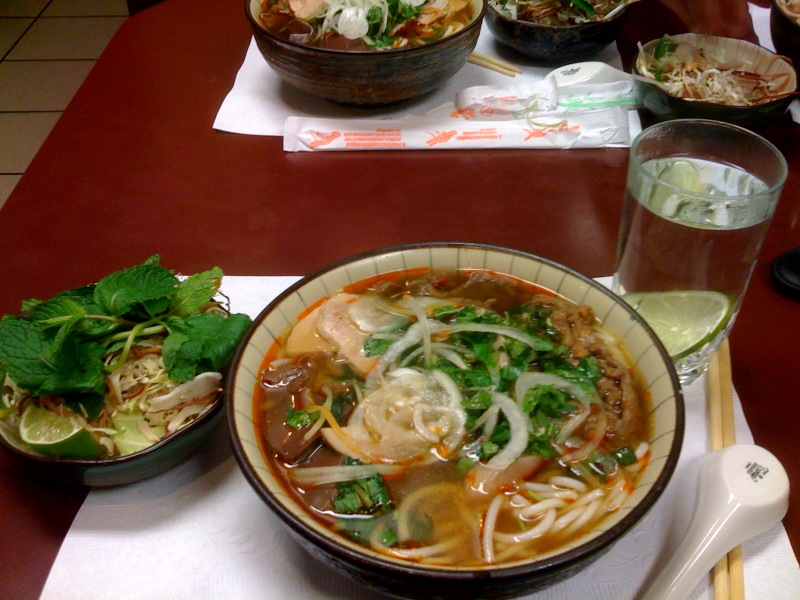
وعاء من بون بو (في مطعم بون بو هوة أنام)

- بانه هوي—طبق فيتنامي يتكون من شعيرية الأرز المنسوجة في حزم معقدة وغالبًا ما يُزين بالبصل الأخضر أو الثوم المعمر المحمص بالزيت، ويُقدّم مع طبق لحم مكمّل.
- بون ريو—شعيرية الأرز في حساء مع لحم السلطعون. لها نكهة حامضية طازجة، لذا يحب الفيتناميون تناولها في الصيف. هناك العديد من المطاعم في فيتنام التي تقدم هذا الطبق.
- بون بو هوة—شعيرية الأرز في حساء مع لحم البقر من هوة.
- بون تشا—طبق من هانوي يتكون من لحم الخنزير المشوي الدهني فوق طبق من شعيرية الأرز البيضاء والأعشاب مع طبق جانبي من صلصة غمس.
- بون ثيت نونغ—طبق فيتنامي يتكون من لحم الخنزير المشوي (غالبًا ما يكون مفرومًا) وشعيرية الأرز فوق سرير من الخضروات (السلطة والخيار المقطع)، الأعشاب و براعم الفاصوليا. وغالبًا ما يتضمن بعض لفائف الربيع المفرومة، والبصل الأخضر، والروبيان. عادةً ما يُقدّم مع الفول السوداني المحمص على الوجه ووعاء صغير من نق ماما فاه (صلصة السمك مع الثوم، الفلفل الحار، السكر، عصير الليمون، الماء أو عصير جوز الهند).
- جوي كوان—شعيرية الأرز مع لحم الخنزير، روبيان وأعشاب في لفائف الأرز الورقية. يُقدّم مع نق تشام.

## روابط خارجية
- نودلز الأرز
- فيرميسيلي مقابل نودلز الأرز